# Mystacina
Genre
Mystacina est un genre de chauve-souris qui regroupe deux espèces actuelles et une espèce fossile de Nouvelle-Zélande.
Mystacina est l'unique genre vivant de la famille des Mystacinidae.

## Liste des espèces
- Mystacina robusta Dwyer, 1962, qui n'a pas été observée depuis 1965[1],[2]. Son poids est estimé à 22,9 grammes[3].
- Mystacina tuberculata Gray, 1843. Son poids est de l'ordre de 12,8 grammes[3].
- † Mystacina miocenalis Hand et al., 2015[4]. Espèce fossile, découverte dans la région d'Otago dans le sud-est de l'île du Sud de Nouvelle-Zélande, dans les sédiments du lagerstätte de Saint Bathans, datés du Burdigalien (Miocène inférieur), soit il y a environ entre 20 et 16 Ma (millions d'années). Son poids est estimé à 39,3 grammes[3].